# Nebulosa Pipa
La Nebulosa Pipa è un complesso di nebulose oscure visibile nella costellazione dell'Ofiuco.
È visibile senza difficoltà anche dall'Italia, nelle notti d'estate; si presenta nei cieli bui come una grande macchia scura sovrapposta alla Via Lattea, là dove mostra un allargamento dovuto alla presenza del centro galattico.
Il contrasto è subito evidente, specialmente nella zona orientale, dove si trova il "fornello" della pipa; se la notte è propizia si può individuare anche il cannello, che appare sottile e allungato verso occidente. Un'osservazione attenta permetterà di notare ulteriori due caratteristiche: la parte nord della nebulosa appare connessa con altre nebulose oscure di aspetto "filamentoso", che proseguono verso oriente irradiandosi da una zona a nord di Antares; la seconda caratteristica è che la Nebulosa Pipa forma, con altre nebulose oscure a nord e a sud, una gigantesca "X" scura che quasi si frappone fra noi e il centro galattico.
La nebulosa Pipa, sommata con altre nebulose poste più a nord, formano una nebulosa oscura nota come Cavallo Nero.